# Gêmeo digital
Um gêmeo digital é uma representação virtual que serve como contrapartida digital em tempo real de um objeto ou processo físico. Embora o conceito tenha se originado anteriormente, a primeira definição prática de gêmeo digital surgiu da NASA em uma tentativa de melhorar a simulação de modelos físicos de espaçonaves em 2010. Os gêmeos digitais são o resultado da melhoria contínua na criação de projetos de produtos e atividades de engenharia. Desenhos de produto e especificações de engenharia progrediram de desenhos feitos à mão para desenhos auxiliados por computador e engenharia de sistemas baseada em modelo.

## Origem e tipos de gêmeos digitais
Os gêmeos digitais foram antecipados pelo livro Mirror Worlds, de David Gelernter, de 1991. É amplamente reconhecido na indústria e nas publicações acadêmicas que Michael Grieves, do Instituto de Tecnologia da Flórida, aplicou pela primeira vez o conceito de gêmeo digital na manufatura. O conceito e o modelo do gêmeo digital foram apresentados publicamente em 2002 por Grieves, então da Universidade de Michigan, em uma conferência da Society of Manufacturing Engineers em Troy, Michigan. Grieves propôs o gêmeo digital como o modelo conceitual subjacente ao gerenciamento do ciclo de vida do produto.

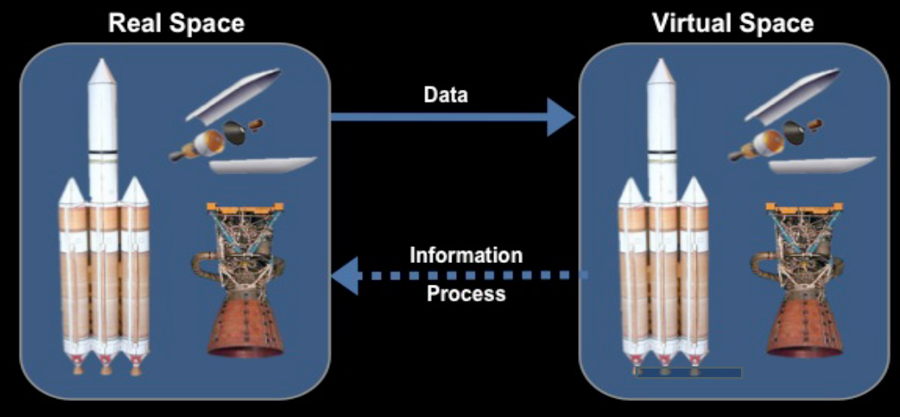
Um conceito de Gêmeo Digital de Grieves e Vickers

O conceito, que tinha alguns nomes diferentes, foi posteriormente chamado de "gêmeo digital" por John Vickers, da NASA, em um relatório de 2010. O conceito de gêmeo digital consiste em três partes distintas: o produto físico, o produto digital/virtual e as conexões entre os dois produtos. As conexões entre o produto físico e o produto digital/virtual são dados que fluem do produto físico para o produto digital/virtual e informações que estão disponíveis do produto digital/virtual para o ambiente físico.
Além disso, o gêmeo digital pode ser dividido em três subcategorias de acordo com os diferentes níveis de integração, nomeadamente os diferentes graus de fluxo de dados e informação que podem ocorrer entre a parte física e a cópia digital: modelo digital, sombra digital e gêmeo digital.

## Exemplos
Um exemplo de como os gêmeos digitais são usados para otimizar máquinas é a manutenção de equipamentos de geração de energia, como turbinas de geração de energia, motores a jato e locomotivas.
Outro exemplo de gêmeos digitais é o uso de modelagem 3D para criar companheiros digitais para os objetos físicos. Ele pode ser usado para visualizar o status do objeto físico real, o que fornece uma maneira de projetar objetos físicos no mundo digital. Por exemplo, quando os sensores coletam dados de um dispositivo conectado, os dados do sensor podem ser usados para atualizar uma cópia "dupla digital" do estado do dispositivo em tempo real. O termo "sombra do dispositivo" também é usado para o conceito de gêmeo digital. O gêmeo digital se destina a ser uma cópia atualizada e precisa das propriedades e estados do objeto físico, incluindo forma, posição, gesto, status e movimento.

## Indústria
Os objetos de manufatura físicos são virtualizados e representados como modelos digitais "gêmeos" (avatares) intimamente integrados nos espaços físicos e cibernéticos. Objetos físicos e modelos gêmeos interagem de maneira mutuamente benéfica.

## Planejamento urbano e indústria da construção
Gêmeos geográficos digitais se popularizaram na prática de planejamento urbano, devido ao crescente apetite por tecnologia digital no movimento das Cidades Inteligentes. Esses gêmeos digitais são frequentemente propostos na forma de plataformas interativas para capturar e exibir dados espaciais 3D e 4D em tempo real para modelar ambientes urbanos e os dados alimentados dentro deles.
Tecnologias de visualização, como sistemas de realidade aumentada (AR), estão sendo usadas como ferramentas colaborativas para design e planejamento no ambiente construído, integrando feeds de dados de sensores embutidos em cidades e serviços de API para formar gêmeos digitais. Por exemplo, AR pode ser usado para criar mapas de realidade aumentada, edifícios e feeds de dados projetados em mesas para visualização colaborativa por profissionais de ambiente construído.

## Indústria automobilística
A indústria automobilística foi aprimorada pela tecnologia de gêmeos digitais. Os gêmeos digitais na indústria automobilística são implementados usando dados existentes para facilitar os processos e reduzir os custos marginais. Atualmente, os projetistas de automóveis expandem a materialidade física existente incorporando habilidades digitais baseadas em software. Um exemplo específico de tecnologia dupla digital na indústria automotiva é onde os engenheiros automotivos usam a tecnologia de upla digital em combinação com a ferramenta analítica da empresa para analisar como um carro específico é dirigido. Ao fazê-lo, eles podem sugerir a incorporação de novos recursos no carro que podem reduzir os acidentes de trânsito na estrada, o que antes não era possível em tão curto espaço de tempo.

## Tecnologias relacionadas
- Simulação de eventos discretos
- Método dos elementos finitos
- Indústria 4.0
- Internet das coisas